# Aline Kominsky-Crumb

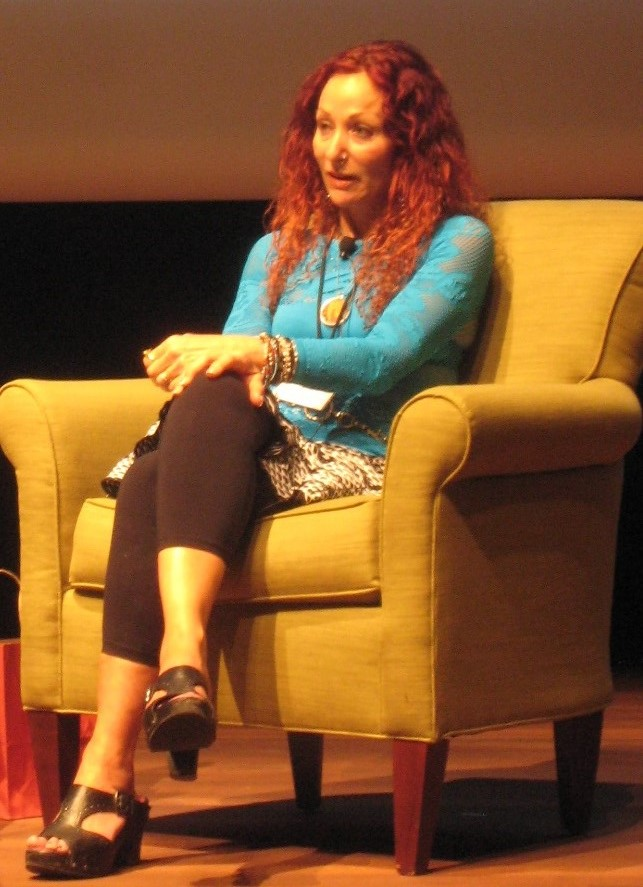
Aline Kominsky-Crumb (2012)

Aline Kominsky-Crumb, geborene Goldsmith (* 1. August 1948 in Long Beach, New York; † 29. November 2022 in Sauve, Département Gard, Frankreich) war eine US-amerikanische Comic-Produzentin und Künstlerin. Sie wurde durch Underground Comix bekannt, die sie gemeinsam mit ihrem Mann Robert Crumb herausgab.

## Leben und Karriere
Aline Goldsmith wurde in einer bürgerlichen jüdischen Familie in der Five Towns genannten Gegend von Long Island geboren. Ihr Vater war ein weitgehend erfolgloser Geschäftsmann und wurde mit der organisierten Kriminalität in Verbindung gebracht. Sie behauptete später, dass das soziale Milieu in dem Film Goodfellas eine gewisse Ähnlichkeit mit ihrer eigenen Kindheit hatte (einige der Mafiosi-Figuren dieses Films kamen aus Five Towns). Als Teenager nahm sie Drogen und wandte sich der Gegenkultur zu. Sie gehörte zu den Groupies der New Yorker Gegenkulturmusik-Szene wie z. B. den Fugs. In ihrer College-Zeit zog sie ins East Village und begann, an der Cooper Union Kunst zu studieren.
Im Jahr 1968 heiratete sie ihren ersten Mann Carl Kominsky, mit dem sie nach Tucson, Arizona, zog. Die Ehe dauerte nicht lange. Nach ihrer Trennung behielt sie jedoch den Nachnamen Kominsky. In dieser Zeit besuchte sie die University of Arizona und schloss sie 1971 mit einem Bachelor of Fine Arts ab. Der ehemalige Drummer der Fugs Ken Weaver stellte sie Spain Rodriguez und Kim Deitch vor, die in dieser Zeit in Tucson lebten. Durch Spain und Deitch kam sie mit Underground-Comics in Berührung, was sie inspirierte, selbst solche Comics zu zeichnen. In dieser Zeit zog sie nach San Francisco.
Bald nach der Ankunft in San Francisco lernte Aline Kominsky durch gemeinsame Freunde Robert Crumb kennen. Crumb bemerkte eine erstaunliche Ähnlichkeit zwischen ihrem Namen und einer seiner Figuren, „Honeybunch Kaminski“. Kominsky und Crumb begannen eine ernsthafte Beziehung und zogen zusammen. Kominsky schloss sich dem Wimmen’s Comix Collektive an und steuerte die ersten Arbeiten zu dieser Serie bei. Nachdem sie und Diane Noomin sich mit Trina Robbins und anderen Mitgliedern des Kollektivs zerstritten hatten, starteten sie ihr eigenes Projekt Twisted Sisters. Später begründete Kominsky-Crumb den Bruch mit dem Wimmen’s Comix Collektive mit Differenzen bei feministischen Themen, vor allem aber mit ihrer Beziehung zu Robert Crumb, gegen den Robbins eine besondere Abneigung habe.
Aline Kominsky und Robert Crumb heirateten im Jahr 1978, die Tochter Sophia Violet „Sophie“ Crumb wurde im Jahr 1981 geboren, die ebenfalls eine Comic-Zeichnerin wurde. Seit den späten 1970er Jahren produzierten Aline und Robert Crumb die Comic-Reihe Dirty Laundry (auch als Aline & Bob’s Dirty Laundry bekannt) über das Familienleben der Crumbs. Beide brachten eigene Figuren ein. In späteren Folgen von Dirty Laundry erschienen auch Beiträge von Sophie, die im Teenageralter begann, Comics zu zeichnen.
In den 1980er Jahren war Aline Kominsky-Crumb für mehrere Jahre Herausgeberin von Weirdo, einer führenden alternativen Comic-Anthologie der Zeit. Ihre Vorgänger waren Peter Bagge und ursprünglich Robert Crumb. Sie trat in dem Dokumentarfilm Crumb (1994) auf, der ihr Familienleben behandelte. Mit ihrem Mann lebte sie seit 1991 in dem kleinen Dorf Sauve im Département Gard in Südfrankreich.
Zusätzlich zu ihrer Comic-Arbeit war Kominsky-Crumb Malerin und konzentrierte sich seit ihrem Umzug nach Frankreich verstärkt auf die Malerei. Im Februar 2007 veröffentlichte sie ein Buch mit dem Titel Need More Love: A Graphic Memoir, eine Sammlung ihrer Comics und Gemälde zusammen mit Fotos und autobiographischen Texten.
Sie starb am 29. November 2022 in ihrem Zuhause in Sauve im Alter von 74 Jahren.

## Comicbeiträge
- Wimmen’s Comix Nr. 1, 2, Nr. 4 (1972 bis 1974)
- El Perfecto (1973) – Beitrag & Herausgeberin
- Manhunt (1973–1974)
- Dirty Laundry (1974–1977, 1993)
- Arcade (1975–1976)
- Twisted Sisters (1976, 1994, 1995)
- Lemme Outta Here (1978)
- Best Buy Comics (1979)
- Weirdo (1986–1993) – Beitrag & Herausgeberin